# Vanpool
Vanpool, Inc. (株式会社バンプール?, Kabushiki-gaisha Banpuuru) è stata un'azienda giapponese di videogiochi. Fondata nel 1999, tra i suoi titoli principali figurano Freshly-Picked Tingle's Rosy Rupeeland e Irozuki Tingle no Koi no Balloon Trip per Nintendo DS e Dillon's Rolling Western e Dillon's Rolling Western: The Last Ranger per Nintendo 3DS.
Oltre a videogiochi per le console portatili Nintendo, Vanpool ha pubblicato giochi per Wii e PlayStation 2 quali Little King's Story e Endonesia.
Il 31 maggio 2023 è stato annunciato lo scioglimento della società.